# PlayStation 3
PlayStation 3 (officielt markedsført som PLAYSTATION 3, ofte forkortet PS3) er den tredje spillekonsol produceret af Sony Computer Entertainment, og efterfølgeren til PlayStation 2 som en del af PlayStation-serien. PlayStation 3 konkurrerer med Microsofts Xbox 360 og Nintendos Wii som en del af syvendegenerations spillekonsoller.
En markant egenskab som adskiller PlayStation 3 fra sine forgængere er dens online-spilletjeneste, PlayStation Network, som står i kontrast til Sonys tidligere politik om at lade spiludviklerne selv stå for det at spille online. Blandt andre af konsollens markant egenskaber er dens robuste multimedieevner, tilslutningsmuligheder til PlayStation Portable, og dens brug af et high-definition optisk diskformat, Blu-ray-disken, som sit primære lagringsmedie. PS3'en var også den første Blu-ray 2.0-understøttende Blu-ray-afspiller på markedet.
PlayStation 3 blev først udgivet 11. november 2006 i Japan, 17. november 2006 i Nordamerika og 23. marts 2007 i Europa og Oceanien. Der fandtes to modeller ved lanceringen: en simpel model med en 20 GB harddisk (HDD), og en premiummodel med 60 GB HDD og flere yderligere egenskaber (20 GB-modellen blev ikke udgivet i Europa eller Oceanien). Siden da har der været flere revisioner af konsollens tilgængelige modeller.

## Historie
Sony afslørede officielt PlayStation 3 for offentligheden 16. maj 2005 under E3-konferencen. Der blev ikke fremvist en fungerende version af systemet, og heller ikke ved Tokyo Game Show i september 2005, selvom demonstrationer (såsom Metal Gear Solid 4: Guns of the Patriots) blev afholdt ved begge begivenheder på devkits og sammenlignbar pc-hardware. Videomateriale baseret på de forudsagte PlayStation 3-specifikationer blev også vist (specielt en Final Fantasy VII tech demo).
Den oprindelige prototype vist i maj 2005 havde to HDMI-porte, tre ethernet-porte og seks USB-porte; men da systemet blev vist igen et år senere på E3 2006 var disse reduceret til en HDMI-port, en ethernet-port og fire USB-porte, sandsynligvis for at reducere produktionsomkostningerne. To hardwareudgaver blev også offentliggjort til konsollen: en 20 GB-model og en 60 GB-model. 60 GB-modellen ville blive den eneste udgave som havde en HDMI-port, Wi-Fi-internet, flashkort-læsere og en forkromet dekoration med logoet i sølv. Begge modeller ville blive udgivet simultant: 11. november i Japan og 17. november i Nordamerika og Europa.
6. september 2006 bekendtgjorde Sony at PAL-udgaven (Europa og Oceanien) af PlayStation 3 ville blive udskudt til marts 2007 på grund af en mangel på materialer der skulle bruges i Blu-ray-drevene.
Ved Tokyo Game Show 22. september 2006 offentliggjorde Sony at der ville blive inkluderet en HDMI-port på 20 GB-systemet, men at forkromning, flashkort-læsere, sølvlogo og Wi-Fi ikke ville blive inkluderet. Ved samme lejlighed blev startprisen på den japanske 20 GB-model reduceret med mere end 20%, og 60 GB-modellen ville ikke få fastlåst en pris i Japan. I løbet af begivenheden fremviste Sony 27 spilbare PS3-spil kørende på den endelige hardware.

### Lancering
PlayStation 3 blev først udgivet i Japan 11. november 2006 klokken 07:00 lokal tid. Ifølge Media Create blev der solgt 81.639 PS3-systemer indenfor de første 24 timer efter dens introduction i Japan.
Snart efter dens udgivelse i Japan blev PS3 udgivet i Nordamerika 17. november 2006. Der fremkom snart rapporter om vold i forbindelse med udgivelsen af PS3, deriblandt en kunde der blev skudt, campister som blev holdt op og frarøvet deres maskine, kunder som blev skudt i et drive-by shooting med BB-guns og 60 campister som sloges over 10 systemer.
24. januar 2007 bekendtgjorde Sony at PlayStation 3 ville blive udgivet 23. marts 2007 i Europa, Australien, Mellemøsten, Afrika og New Zealand. Systemet solgte omkring 600.000 enheder alene på de første to dage. 7. marts 2007 blev 60 GB-modellen lanceret i Singapore til en pris på 799S$. Konsollen blev lanceret i Sydkorea 16. juni 2007 i en version med 80 GB-harddisk og IPTV.

## Officielle udgaver
Der findes seks PlayStation 3-hardwaremodeller som oftest henvises til efter størrelsen på deres inkluderede harddisk: "20", "40", "60", "80" og "160" GB-modeller.
Alle officielle pakker indeholder én eller to Sixaxis-controllere og/eller en DualShock 3-controller (fra 12. juni 2008), en miniUSB som USB-kabel (til at tilslutte controlleren til systemet), et kompositvideo/stereoaudio-outputkabel, et ethernetkabel (kun 20, 60 og CECHExx 80 GB) og et strømkabel.

### Slim-modellen
Efter meget diskussion om Sony ville annoncere en Slim-version af deres PlayStation 3, også kaldt PS3 CECH-2000, blev den annonceret 18. august 2009 ved Sonys Gamescom pressekonference. PS3 Slim (officielt kaldt PS3 CECH-2000) indholder en 120GB harddisk der kan opgraderes, er 33% mindre, 36% lettere og benytter 34% mindre strøm end de tidligere modeller. Kølersystemet er blevet omdesignet og Cell processoren har fået skiftet arkitektur til 45nm.
PS3 Slim understøtter også BRAVIA Sync, der tillader kontrol af konsollen over HDMI. Konsollen støjer mindre end tidligere modeller, men tillader ikke længere at der installeres tredjeparts styresystemer såsom Linux. Den blev officielt udgivet 1. september 2009 i Nordamerika og 3. september i Europa, Japan, Australien og New Zealand. Nogle forhandlere, såsom Amazon.com, Best Buy og GameStop, begyndte dog allerede at sælge PS3 Slim 25. august 2009.
| Model                         | Modelnummer[a]        | Mulige farver                                             | USB 2.0-porte | 802.11 b/g Wi-Fi | Flashkort-læsere | SACD-understøttelse | PS2-kompatibilitet           | Først lanceret              | Produceres stadig |
| ----------------------------- | --------------------- | --------------------------------------------------------- | ------------- | ---------------- | ---------------- | ------------------- | ---------------------------- | --------------------------- | ----------------- |
| 20 GB (NTSC)                  | CECHBxx               | Pianosort                                                 | 4             | Nej              | Nej              | Ja                  | Ja Hardware (Emotion Engine) | november 2006               | Nej               |
| 40 GB (PAL, NTSC)             | CECHGxx CECHHxx       | Pianosort Keramisk hvid[b] Satin sølv[c] Gun-Metal grå[d] | 2             | Ja               | Nej              | Nej                 | Nej                          | oktober 2007 november 2007  | Nej               |
| 60 GB (NTSC)                  | CECHAxx               | Pianosort                                                 | 4             | Ja               | Ja               | Ja                  | Ja Hardware (Emotion Engine) | november 2006               | Nej               |
| 60 GB (PAL)                   | CECHCxx               | Pianosort                                                 | 4             | Ja               | Ja               | Ja                  | Ja Software (emulering)      | marts 2007                  | Nej               |
| 80 GB (NTSC)                  | CECHExx               | Pianosort                                                 | 4             | Ja               | Ja               | Ja                  | Ja Software (emulering)      | august 2007                 | Nej               |
| 80 GB (PAL, NTSC)             | CECHKxx               | Pianosort                                                 | 2             | Ja               | Nej              | Nej                 | Nej                          | august 2008 oktober 2008    | Nej               |
| 160 GB (PAL, NTSC)            | CECHPxx               | Pianosort                                                 | 2             | Ja               | Nej              | Nej                 | Nej                          | oktober 2008 november 2008  | Nej               |
| 120 GB slim (PAL, NTSC)       | CECH-20xxA            | Trækulsort                                                | 2             | Ja               | Nej              | Nej                 | Nej                          | september 2009              | Nej               |
| 250 GB slim (PAL, NTSC)       | CECH-20xxB            | Trækulsort Hvid Pink                                      | 2             | Ja               | Nej              | Nej                 | Nej                          | oktober 2009 december 2009  | Nej               |
| 160 GB slim (PAL, NTSC)       | CECH-25xxA CECH-30xxA | Trækulsort Hvid Titanium blå                              | 2             | Ja               | Nej              | Nej                 | Nej                          | oktober 2010 juli 2010      | Nej               |
| 320 GB slim (PAL, NTSC)       | CECH-25xxB CECH-30xxB | Trækulsort Hvid "Splash Blue" og "Scarlet Red"            | 2             | Ja               | Nej              | Nej                 | Nej                          | september 2010 juli 2010    | Nej               |
| 12 GB super slim (PAL)        | CECH-40xxA            | Trækulsort                                                | 2             | Ja               | Nej              | Nej                 | Nej                          | Oktober 2012                | Nej               |
| 250 GB super slim (NTSC)      | CECH-40xxB            | Trækulsort Hvid (Japan)                                   | 2             | Ja               | Nej              | Nej                 | Nej                          | Oktober 2012 September 2012 | Nej               |
| 500 GB super slim (PAL, NTSC) | CECH-40xxB            | Trækulsort Hvid (Japan)                                   | 2             | Ja               | Nej              | Nej                 | Nej                          | Oktober 2012 September 2012 | Nej               |

↑a Modelnumre varierer alt efter region.

↑b Keramisk hvid model kun lanceret i Asien og Japan.

↑c Satin sølv model kun lanceret i Asien og Japan.

↑d Gun-Metal grå model kun lanceret som en del af en MGS4-samling.
Udover alle 20 GB-modellens funktioner har 60 GB-modellen også internt IEEE 802.11 b/g Wi-Fi, flere flashkort-læsere (SD/MultiMediaCard, CompactFlash Type I/Type II, Microdrive, Memory Stick/PRO/Duo) og en forkromet dekoration. Hvad angår hardware er 80 GB-modellen udgivet i Sydkorea identisk med 60 GB-modellen udgivet i PAL-regionerne bortset fra forskellen i harddiskstørrelse. Ligesom de sydkoreanske og europæiske modeller indeholder den nordamerikanske 80 GB-model ikke PlayStation 2 "Emotion Engine"-processorchippen, selvom den beholder "Graphics Synthesizer"-gpu'en. Manglen på Emotion Engine har ført til en reduceret kompatibilitet med PlayStation 2. 40 GB, 80 GB (2008) og 160 GB-modellerne har to USB-porte i stedet for de andre modellers fire porte, og indeholder ikke flere flashkort-læsere, SACD-understøttelse eller nogen form for bagudkompatibilitet med PlayStation 2-spil. Dette skyldtes fjernelsen af "Graphics Synthesizer"-gpu'en, som eller var det sidste PlayStation 2-baserede hardware tilbage i PlayStation 3.
Sony har ikke udgivet noget officielt Wi-Fi eller flashhukommelseskort-læsere til 20 GB-systemet, selvom der er planer om det. Da modellen indeholder fire USB 2.0-porte kan trådløst netværk og flashhukommelseskort-understøttelse dog allerede opnås ved brug af de meget udbredte eksterne USB-adaptere.
Det blev rygtet at Cell-processorerne i tredjegenerations-PS3'ere (40 GB) ville flytte sig fra en 90 nm-proces til den nyere 65 nm-proces, hvilket direktøren for SCEI, Kaz Hirai, senere bekræftede, og senere igen til 45 nm. Denne forandring sænker konsollens strømforbrug og gør den billigere i produktion.

## Omsætning og produktionsomkostninger
| Region         | Enheder solgt                     | Først lanceret    |
| -------------- | --------------------------------- | ----------------- |
| Canada         | 520.000 pr. 1. august 2008        | 17. november 2006 |
| Europa         | 10+ millioner pr. 18. august 2009 | 23. marts 2007    |
| Japan          | 5 millioner pr. 13. april 2010    | 11. november 2006 |
| Storbritannien | 3 millioner pr. 26. januar 2010   | 23. marts 2007    |
| USA            | 12 millioner pr. 14. april 2010   | 17. november 2006 |
| På verdensplan | 63,9 millioner pr. 31. marts 2012 |                   |

PlayStation 3's oprindelige produktionsomkostninger vurderes at have været 805,85$ for 20 GB-modellen og 840,35$ for 60 GB-modellen. De blev dog solgt for henholdsvis 499$ og 599$, hvilket betød at for hver solgte enhed mistede Sony omkring 250$, hvilket bidrog til at Sonys spilafdeling bekendtgjorde et driftsunderskud på 232,3 milliarder yen i det finansår som sluttede marts 2007. I april 2007, kort efter disse resultater blev udsendt, bekendtgjorde direktøren for Sony Computer Entertainment, Ken Kutaragi, sine planer om at gå på pension. Flere nyhedsbureauer, deriblandt The Times og The Wall Street Journal rapporterede at dette skyldtes det dårlige salg, mens SCEI fastholder at Kutaragi havde planlagt sin pension i seks måneder forinden.
I januar 2008 antydede Kaz Hirai, administrerende direktør for Sony Computer Entertainment, at konsollen kunne begynde at give et overskud i starten af 2009 og sagde at "det næste finansår begynder i april og hvis vi kan forsøge at opnå det i det næste finansår ville det være en god ting" og "det (overskudsforretning) er ikke en endelig forpligtelse, men det er hvad jeg gerne ville prøve at gå efter". Markedsanalytikerne Nikko Citigroup spåede dog at PlayStation3 allerede kunne give overskud i august 2008. I et interview i juli 2008 slog Hirai fast at hans mål for PlayStation 3 er at få 150 millioner enheder solgt ved dens niende år, og dermed overgå PlayStation 2's salg af 140 millioner enheder i sine første ni år på markedet. I januar 2009 bekendtgjorde Sony at deres spilafdeling gav overskud i tredje kvartal 2008.
Siden systemets lancering er produktionsomkostningerne blevet reduceret betragteligt som resultat af udfasningen af Emotion Engine-chippen og dalende priser på hardware. Prisen på fremstilling af Cell-mikroprocessoren er faldet dramatisk som følge af skiftet til 65 nm-produktionsprocessen og blu-ray-dioder er blevet billigere at fremstille. Pr. januar 2008 kostede hver enhed omkring 400$ at fremstille, mens det pr. august 2009 var lykkedes Sony at reducere omkostningerne med i alt 70%, hvilket betød at hver enkelt enhed kun kostede Sony 240$ at producere.

## Hardware og tilbehør

### Hardware
PlayStation 3 er konveks på dens venstre side når den er sat lodret (topsiden er konveks når den er lagt vandret), og har et blankt, sort ydre med PlayStation-logoet på venstre side. PlayStation-designer Teiyu Goto har udtalt at det Spider-Man-skrifttype-inspirerede logo "var et af de første elementer [SCEI-direktør Ken Kutaragi] besluttede sig for, og logoet har måske været den motiverende styrke bag udformningen af PS3."
PlayStation 3 indeholder et 2x-hastighed blu-ray-drev til spil, blu-ray-film, dvd'er, cd'er og andre optiske medier. Den var oprindeligt lanceret med harddiske på 20 og 60 GB (kun 60 GB-modellen blev lanceret i PAL-regionerne). Senere er flere andre størrelser blever udgivet. Alle PS3-modeller har 2,5" SATA-harddiske som kan opgraderes af brugerne.
PlayStation 3 bruger den IBM-designede Cell-mikroprocessor som sin CPU, og udnytter syv af de otte "synergistiske processing-elementer" (ofte forkortet SPE). Det ottende SPE er gjort ubrugelig for at forbedre udbyttet af chippen (chips behøver ikke kasseres hvis en af dens SPE'er er defekt). Kun seks af de syv SPE'er kan bruges af udviklere, da et er reserveret af styresystemet. Grafikbehandling håndteres af NVIDIA RSX 'Reality Synthesizer', som kan udsende opløsninger fra 480i/576i SD op til 1080p HD. PlayStation 3 har 256 MB XDR centralhukommelse og 256 MB GDDR3 videohukommelse til RSX.
Systemet har Bluetooth 2.0, gigabit Ethernet, USB 2.0 og HDMI 1.3a indbygget i alle aktuelle modeller. Wi-Fi-netværk er også indbygget i 40, 60 og 80 GB-modellerne mens en flashkort-læser (kompatibel med Memory Stick, SD/MMC og CompactFlash/Microdrive-medier) er indbygget i 60 GB og CECHExx 80 GB-modellerne. Systemet understøtter op til 7 controllere som er forbundet via Bluetooth 2.0-teknologi.
PS3's hardware har også været brugt til at bygge supercomputere til højpræstationsudregninger. Terra Soft Solutions har en version af Yellow Dog Linux til PlayStation 3 og sælger PS3'er, med Linux præinstalleret, i enkelte enheder og som 6 og 32 nodeklynger. Herudover udvikler RapidMind også deres stream programming-pakke til PS3. 3. januar 2007 samlede Dr. Frank Mueller fra NCSU 8 PS3'er i en klynge. Mueller bemærkede at begrænsningen på 512 MB system-RAM er et problem for denne slags programmer, og overvejede at udvide kunstigt med mere RAM.
22. marts 2007 udgav SCE og Stanford University Folding@home-projektet til PlayStation 3. Dette program lader PS3-ejere udlåne deres konsollers udregningskraft til at studere den fysiske proces ved proteinfoldning.

### Tilbehør
Flere former for tilbehør til konsollen er blevet udviklet, deriblandt de trådløse Sixaxis og DualShock 3-controllere, BD Remote, PlayStation Eye-kameraet og en PlayTV DVB-T-tuner/harddiskrecorder.
Ved sin pressekonference ved Tokyo Game Show i 2007 offentliggjorde Sony DualShock 3 (varemærke: DUALSHOCK 3), en PlayStation 3-controller med den samme funktion og design som Sixaxis, men med muligheden for vibration. Flere beskrev controlleren som værende betragteligt tungere end den almindelige Sixaxis-controller og i stand til at vibrere på niveau med DualShock 2. Den blev udgivet i Japan 11. november 2007, i Nordamerika 15. april 2008, i Australien 24. april 2008, i New Zealand 9. maj 2008, i Europa 2. juli 2008 og i Storbritannien og Irland 4. juli 2008.

## Software

### Styresystem
Sony har inkluderet muligheden for at styresystem, kaldet System Software, kan opdateres. Opdateringerne kan hentes fra PlayStation Network direkte til PS3'en og efterfølgende installeres eller hentes fra PlayStations officielle hjemmeside til en computer, overføres til et transportabelt opbevaringsmedie og efterfølgende installeres på systemet. Opdateringer kan også installeres fra spildiske som kræver opdateringen for at kunne køre spillet.
PlayStation 3 indeholdte også muligheden for at installere andre styresystemer, såsom Linux. Denne mulighed blev dog senere fjernet i system opdateringen, 3.21.

### Grafisk brugerflade
PlayStation 3-udgaven af XrossMediaBar (udtalt 'Cross Media Bar' og forkortet 'XMB') indeholder ni kategorier af muligheder. Disse er: Brugere, Indstilling, Foto, Musik, Video, Spil, Netværk, PlayStation Network og Venner (ligesom XMB på PlayStation Portable). PS3'en har evnen til at opbevare flere primære og sekundære brugerprofiler, håndtere og fremvise fotografier med eller uden et musikalsk slideshow, spille musik og kopiere lyd-cd-numre til et forbundet opbevaringsmedie, afspille film og videofiler fra harddisken, eventuelt et USB- eller Flashkort-medie, eller en optisk disk (Blu-ray-disk eller dvd-video), kompatibilitet for USB-keyboard og -mus og NetFront webbrowseren som understøtter in/kompatible fildownload-funktioner. Herudover vil UPnP-medier fremkomme i deres respektive audio/video/foto-kategorier hvis en kompatibel medieserver findes på det lokale netværk. Venner-menuen tillader mail med emoticons og vedhæftede billeder og videochat som kræver et PlayStation Eye eller EyeToy-webcam. Menuen Netværk gør det muligt at shoppe online gennem PlayStation Store, samt at tilslutte en PlayStation Portable via Remote Play.

### VidZone
VidZone er en online musikvideo-tjeneste, som tillader gratis streaming af musikvideoer fra VidZone.tv. VidZone-kataloget omfatter over 1,5 millioner spor, 25.000 musikvideoer og 15.000 realtones, deriblandt fuld adgang til kataloger fra Sony BMG og EMI.
I 2009 blev VidZone's tjeneste udvidet til PlayStation 3-konsoller i Europa, Australien og New Zealand, og lod brugere se musikvideoer på deres PS3 eller streamet til deres PSP via Remote Play.

## PlayStation Network
Sony offentliggjorde en onlinetjeneste til PlayStation 3-systemet ved PlayStation Business Briefing i Tokyo i 2006. Sony bekræftede også at tjenesten altid vil være tilsluttet, gratis og indeholde understøttelse af multiplayer. Da netværket blev lanceret kunne registreringsgrænsefladen kun findes gennem en PS3 eller PSP. Dette er senere blevet ændret til at tillade brugere at tilmelde sig fra PlayStation Networks officielle hjemmeside.
Ved Tokyo Game Show 21. september 2006 blev det afsløret at brugere vil kunne hente nogle af de tusinder af PlayStation og PlayStation 2-titler fra PlayStation Network til en pris på omkring 5$–15$, begyndende med dem med mindst spildata.
8. maj 2007 offentliggjorde Sony Computer Entertainment PlayStation Network Cards, en form for elektroniske penge som kan bruges i PlayStation Store. PlayStation Network Tickets, som kan fås i enheder á .,000, 3.000, 5.000 og 10.000 yen, kan købes i dagligvarebutikker rundt omkring i Japan. Hver ticket indeholder en 12 alfanumerisk kode som kan indtastes i PlayStation Network for at placere kredit i den virtuelle tegnebog. Disse tickets kan fås i elektroniske kiosker i 26.000 dagligvarebutikker, deriblandt Lawsons, FamilyMart, Daily Yamazaki, Ministop og Sunkus. De kan også fås i 26.000 pengeautomater i postkontorer, selvom registrering er påkrævet forinden ved en speciel mobil hjemmeside.
Et lignende PlayStation Network Card-system baseret på rigtige kort i stedet for tickets blev introduceret i Sydkorea, Hong Kong og Taiwan i sommeren 2007 og i foråret 2008 i Nordamerika.

### PlayStation Home
I løbet af Game Developers Conference i 2007 offentliggjorde Sony PlayStation Home, en virtuel fællesskabsbaseret tjeneste til PlayStation Network. Home lader brugere oprette et virtuelt avatar til deres PlayStation 3-system. Avatarer vil have deres egen lejlighed, kendt som et "HomeSpace", som kan dekoreres med genstande som brugerne enten køber eller modtager efter at have klaret bestemte bedrifter i nogle spil. I fremtiden vil tjenesten udvides og tillade spillere at vælge fra et bredere udvalg af tøj, såvel som kæledyr. Home er en Second Life-lignende oplevelse som lader brugere af PlayStation Network kontakte hinanden i en virtuel verden, og fungerer også som et mødested for brugere som vile spille multiplayerspil med hinanden.
En lukket beta begyndte i Europa fra maj 2007 og blev snart efter udvidet til at omfatte andre territorier, mens en åben beta var planlagt at udkomme i oktober 2007. Ved Tokyo Game Show i 2007 udskød Sony dog udgivelsen af Home til "foråret 2008", og igen 21. april 2008, denne gang til "efteråret 2008". Direktøren for SCEI, Kaz Hirai, har senere udtalt at lanceringen blev udskudt for at give tid til yderligere tests og feedbackevaluering for at give den bedst mulige oplevelse ved den endelige lancering. Den åbne beta blev udgivet 11. december 2008 og er tilgængelig for alle brugere af PlayStation Network helt gratis direkte fra Xross Media Bar (XMB), uden at kræve nogen form for firmwareopdatering eller download fra PlayStation Store.

### Tilslutningsmuligheder for PlayStation Portable
PlayStation Portable kan forbindes til PlayStation 3 på flere måder, deriblandt direkte inde i flere spil. For eksempel blev Formula One Championship Edition, et racerspil, vist ved E3 2006 hvor der blev brugt en PSP som et real-time bakspejl. Herudover er det muligt at hente PlayStation-spil til PlayStation 3 fra PlayStation Store. Disse spil var oprindeligt ikke spilbare på PS3'en. De kunne kun sendes til en PSP og spilles ved brug af PSP'ens PlayStation Emulator. Sony tilføjede understøttelse af afspilning af hentede PlayStation-titler på PS3 18. april 2007 som en del af firmwareopdateringen revision 1.70.
Sony har også demonstreret at PSP kan afspille videoindhold fra PlayStation 3's harddisk via et ad-hoc trådløst netværk. Denne funktion omtales som Remote Play og befinder sig under browserikonet på både PlayStation 3 og PlayStation Portable. Fjernstyring er senere blevet udvidet til også at tillade fjernadgang til PS3'en via PSP fra ethvert trådløst adgangspunkt i verden.

## Spil
PlayStation 3 blev lanceret i Nordamerika med 14 titler, og yderligere tre blev udgivet før udgangen af 2006. Efter den første uges salg blev det bekræftet at Resistance: Fall of Man fra Insomniac Games var det bedst sælgende spil ved lanceringen i Nordamerika. Spillet blev meget rost af flere computerspilshjemmesider, deriblandt GameSpot og IGN, som begge tildelte det deres pris for PlayStation 3 "Game of the Year 2006" ("årets spil 2006"). Nogle titler nåede ikke lanceringsdatoen, og blev forsinket indtil starten af 2007, deriblandt The Elder Scrolls IV: Oblivion, F.E.A.R. og Sonic the Hedgehog. Ved lanceringen i Japan var Ridge Racer 7 det bedst sælgende spil, mens Mobile Suit Gundam: Crossfire også klarede sig godt salgsmæssigt; begge var produkter fra Namco Bandai. PlayStation 3 blev lanceret i Europa med 24 titler, deriblandt nogle som ikke var med ved de nordamerikanske og japanske lanceringer såsom Formula One Championship Edition, MotorStorm og Virtua Fighter 5. Resistance: Fall of Man og MotorStorm blev de bedst sælgende titler i 2007, og begge spil fik efterfølgere i form af Resistance 2 og Motorstorm: Pacific Rift.
Ved E3 2007 kunne Sony fremvise en række af deres kommende spil til PlayStation 3, deriblandt Heavenly Sword, Lair, Ratchet & Clank Future: Tools of Destruction, Warhawk og Uncharted: Drake's Fortune; de blev alle udgivet i det tredje og fjerde kvartal af 2007. De fremviste også en række titler som var planlagt til udgivelse i 2008 og 2009; blandt de største var Killzone 2, Infamous, Gran Turismo 5 Prologue, LittleBigPlanet og SOCOM: U.S. Navy SEALs Confrontation. En række eksklusive tredjepartsspil blev også vist, deriblandt det længe ventede Metal Gear Solid 4: Guns of the Patriots, sammen med andre højtprofilerede tredjepartstitler såsom Grand Theft Auto 4, Call of Duty 4: Modern Warfare, Assassin's Creed, Devil May Cry 4 og Resident Evil 5. To andre vigtige titler til PlayStation 3, Final Fantasy XIII og Final Fantasy Versus XIII, blev fremvist ved TGS 2007 for at appellere til det japanske marked.
Sony har senere lanceret deres økonomiserie af PlayStation 3-titler, kendt som Greatest Hits-serien i Nordamerika, Platinum-serien i Europa og The Best-serien i Japan. Blandt disse titler er Resistance: Fall of Man, MotorStorm, Uncharted: Drake's Fortune, Rainbow Six: Vegas, Call of Duty 3, Assassin's Creed og Ninja Gaiden Sigma.
Pr. 31. december 2008 er der blevet solgt 155 millioner spil til PlayStation 3.

### Stereoskopisk 3-D
I december 2008 bekendtgjorde den administrerende direktør for Blitz Games at de ville bringe stereoskopisk 3-D-spil- og -filmoplevelser til Xbox 360 og PlayStation 3 med deres egen teknologi. Ifølge Blitz Games bekræftede SCE at de har planer om at understøtte stereoskopiske 3-D-spil og -Blu-ray-film og at funktionaliteten ville blive introduceret til PlayStation 3 via en firmwareodpatering i 2009, hvilket senere blev udskudt til 2010, og senest bekræftet at udkomme i juni 2010.
Denne teknologi blev for første gang demonstreret offentligt på PS3'en i januar 2009 ved Consumer Electronics Show. Journalister blev vist Wipeout HD og Gran Turismo 5 Prologue i 3-D som en demonstration af hvordan teknologien kan virke hvis den bliver implementeret i fremtiden.

## Modtagelse
PlayStation 3 fik generelt dårlige anmeldelser kort tid efter sin lancering, og mange hjemmesider og anmeldere kritiserede dens høje pris og manglen på kvalitetsspil ved lanceringen. Efter en række prisrevisioner, Blu-ray's sejr over HD DVD, og udgivelsen af flere godt modtagede titler, deriblandt Uncharted: Drake's Fortune og Metal Gear Solid 4: Guns of the Patriots, modtog systemet bedre anmeldelser.[kilde mangler]
PS3'en fik ottendepladsen på PC World's liste over "The Top 21 Tech Screwups of 2006," hvor den blev kritiseret for at "komme for sent og være for dyr og inkompatibel". GamesRadar placerede PS3 som topgenstand i et indslag om spilrelaterede PR-katastrofer, og spurgte hvordan det lykkedes Sony at "tage et af de mest ventede spilsystemer nogensinde og — inden for et tidsrum på et år — forvandle det til et hadeobjekt forhånet af hele internettet", men tilføjede at på trods af dets problemer har systemet "uudnyttet potentiale". BusinessWeek opsummerede den generelle holdning ved at sige at de var "mere imponerede over hvad [PlayStation 3] kunne gøre end hvad den gør i øjeblikket."
På trods af den oprindelige negative pressedækning har flere hjemmesider givet systemet meget gode anmeldelser. CNET United Kingdom roste systemet og sagde at "PS3 er et alsidigt og imponerende stykke hjemmeunderholdningsudstyr som lever op til dens hype ... PS3 er afgjort dens gevaldige prismærke værd." CNET tildelte den en karakter på 8,8 ud af 10 og stemte den ind som sit nummer et "must-have"-gadget, hvor den blev hyldet for dens robuste grafiske evner og elegante ydre design mens den blev kritiseret for det begrænsede udvalg af tilgængelige spil.
Herudover har både Home Theater Magazine og Ultimate AV givet systemets Blu-ray-afspilning meget positive anmeldelser, og bemærkede at afspilningens kvalitet er bedre end hos mange standalone Blu-ray-afspillere. Convergence Panel of the European Imaging and Sound Association anerkendte også PS3 og tildelte den prisen for "bedste mediecenterprodukt" prisåret 2007/2008".
Hexus Gaming anmeldte PAL-versionen og opsummerede anmeldelsen ved at sige "...efterhånden som PlayStation 3 vokser op og udviklere virkelig begynder at skubbe den, vil vi se PlayStation 3 komme frem som det bedste konsolvalg til spil." Ved GDC 2007 udtalte Shiny Entertainment-grundlæggeren Dave Perry "Jeg mener at Sony har lavet den bedste maskine. Det er det bedste stykke hardware, uden tvivl." En anden anmeldelse af PS3'en af Ars Technica i juni 2008 gav konsollen en overordnet karakter på 9/10, mens den oprindelige anmeldelse ved lanceringen kun gav den 6/10.

## Fodnoter
1. ↑  Shilov, Anton (2006-07-18). "Asustek Computer Ships PlayStation 3 Consoles". X-bit labs. Arkiveret fra originalen 4. april 2016. Hentet 2007-05-05.
2. ↑  "PlayStation 3-systemsoftware". Sony. Hentet 2019-02-14.
3. ↑  "Top 10 best-selling videogame consoles". Sony Computer Entertainment. Hentet 21. november 2018.
4. ↑  "PLAYSTATION is in capitals". Kotaku. 2006-08-10. Arkiveret fra originalen 26. maj 2012. Hentet 2008-01-18.
5. ↑  "PlayStation 3 - Things to Know — PlayStation Network". SCEA. Hentet 2008-01-14.
6. ↑  "Sony confirms PS2 online plans". The Register. 2002-08-15. Hentet 2008-01-14.
7. ↑  "PlayStation 3 - Things to Know — Multimedia". Sony Computer Entertainment America. Hentet 2008-01-14.
8. ↑  De Leon, Al (2007-12-26). "PlayStation Blog — PS3 Tips — Remote Play and PlayStation Store". SCEA. Hentet 2008-01-14.
9. ↑  "PlayStation 3 - Things to Know — Blu-ray Disc and movies". SCEA. Hentet 2008-01-14.
10. ↑  Lempel, Eric (2008-03-20). "Firmware version 2.20 bringing BD-Live to PS3". Sony Computer Entertainment America. Hentet 2008-04-02.
11. 1 2  "PS3 sells out at launch". BBC. 2006-11-11. Hentet 2008-01-14.
12. 1 2  "Sony's PS3 makes U.S. debut". USA Today. 2006-11-17. Hentet 2008-01-14.
13. 1 2  "SCEE official press release". Sony Computer Entertainment Europe. 2007-01-24. Arkiveret fra originalen 19. januar 2008. Hentet 2008-01-14.
14. 1 2  "Sony Confirms PS3 Euro Launch Details". Next Gen. 2007-01-24. Hentet 2008-01-14.
15. 1 2 3 4 5  "IGN: E3 2006: The final word on PlayStation". IGN. 2006-05-24. Arkiveret fra originalen 17. maj 2012. Hentet 2008-01-14.
16. 1 2  "Reeves: No PAL 20GB/80GB PS3 Plans". Interactive Entertainment Today. 10. juni 2007. Hentet 2007-08-31.
17. 1 2  "Sony PlayStation 3 review". CNET. 2007-11-16. Hentet 2008-01-14.
18. ↑  Sulic, Ivan (2005-05-16). "IGN: E3 2005: PS3 Official". IGN. Arkiveret fra originalen 17. maj 2012. Hentet 2008-01-14.
19. 1 2 3  "TGS 2005 booth round-up". Gamasutra. 2005-09-15. Hentet 2008-01-14.
20. 1 2  "Sony E3 2005 press conference video". IGN. 2005-05-17. Arkiveret fra originalen 11. december 2007. Hentet 2008-01-14.
21. ↑  Allen, Jason (2005-05-15). "E3 2005: Eyes-on the Final Fantasy VII Tech Demo". IGN. Arkiveret fra originalen 23. januar 2012. Hentet 2006-07-24.
22. ↑  "PlayStation 3 announced for 2006". GameSpot. 2005-05-16. Hentet 2008-01-14.
23. ↑  "IGN's Official PlayStation 3 FAQ". IGN PlayStation 3. 2007-03-26. s. 1 of 4. Arkiveret fra originalen 9. april 2007. Hentet 2007-04-23.
24. ↑  "Sony Playstation 3 launch details". Arstechnica. 2006-05-09. Hentet 2008-01-18.
25. ↑  "PlayStation 3 Euro launch delayed". BBC. 2006-09-06. Hentet 2008-01-14.
26. ↑  "TGS 2006 - TGS 06: No US PS3 price drop; HDMI in 20 GB model". GameSpot. 2006-09-23. Hentet 2008-01-14.
27. 1 2  Anoop Gantayat (2006-09-22). "TGS 2006: Price Drop For Japanese PS3". IGN PlayStation 3. Arkiveret fra originalen 17. maj 2012. Hentet 2007-01-15.
28. ↑  "Sony announces 27 playable titles for the September Tokyo Game Show". IGN. 2006-08-16. Arkiveret fra originalen 17. maj 2012. Hentet 2006-08-16.
29. ↑  "Japanese PS3 Sales Data Also Depressing". Media Create Co. via Kotaku. 2006-11-14. Arkiveret fra originalen 26. maj 2012. Hentet 2008-10-24.
30. ↑  "1 Shot in Conn. Playstation Waiting Line". ABC News. 2006-11-17. Hentet 2006-11-17.
31. ↑  "Camping PlayStation gamers robbed at gunpoint". KMTR. Arkiveret fra originalen 28. februar 2008. Hentet 2006-11-17.
32. ↑  "Four People Shot While Waiting for PlayStation Console, Including 27 NEWSFIRST Reporter". WKYT News. 2006-11-16. Arkiveret fra originalen 20. november 2006. Hentet 2006-11-17.
33. ↑  "Playstation3 Crowd Gets More Than It Bargained for in Tysons". WTOP News. 2006-11-17. Arkiveret fra originalen 2. december 2010. Hentet 2006-11-17.
34. ↑  "Sony's PS3 has record launch in Europe". Financial Times. 28. marts 2007. Hentet 2007-09-01.
35. ↑  "Singapore's PS3 launch party". CNET. 2007-03-08. Arkiveret fra originalen 19. februar 2008. Hentet 2008-01-14.
36. ↑  "PlayStation 3 (80 GB) Korean". SCEI. Arkiveret fra originalen 23. maj 2007. Hentet 2008-01-18.
37. 1 2  "PlayStation 3 - Things to Know — PlayStation 3 model comparison". SCEA. Hentet 2008-01-14.
38. ↑  "Metal Gear Solid 4 PS3 Bundle Announced | Kotaku Australia". Kotaku.com.au. Arkiveret fra originalen 22. marts 2009. Hentet 2008-10-27.
39. ↑  "Metal Gear Solid 4: The PS3 Bundle: The Cardboard Box". Kotaku.com. Arkiveret fra originalen 26. maj 2012. Hentet 2008-10-27.
40. ↑  "PS3 80GB bundle contents". SCEA. Hentet 2008-10-24.
41. ↑  "PS3 MGS4 bundle contents". SCEA. Hentet 2008-10-24.
42. 1 2 3 4  "Entertainment on PS3 has a new look". PlayStation UK. 2009-08-18. Arkiveret fra originalen 29. januar 2010. Hentet 2009-08-18.
43. ↑  "Sony Announces Slim PS3 - It Lives This September!". Kotaku. 2009-08-18. Hentet 2009-08-18.
44. 1 2 3  Paul Miller (2009-08-18). "Sony unveils slimmer PS3: $300, lands in September (updated!)". Engadget. Hentet 2009-08-18.
45. ↑  PlayStation 3 Slim review – Engadget
46. ↑  "Sony answers our questions about the new PlayStation 3". Ars Technica. 18. august 2009. Hentet 19. august 2009.
47. ↑  "Entertainment on PS3 has a new look". PlayStation AU. 2009-08-18. Arkiveret fra originalen 21. august 2009. Hentet 2009-08-24.
48. ↑  David Carnoy (2009-08-18). "Sony officially announces $299 PS3 Slim". cnet. Arkiveret fra originalen 17. juni 2011. Hentet 2009-08-18.
49. ↑  Stephen Totilo (2009-08-21). "Sony, GameStop Indicate PS3 Slim Available In U.S. Before September". Kotaku. Hentet 2009-08-22.
50. ↑  Ross Miller (2009-08-25). "PS3 Slim popping up all over the US (update: it's officially on sale)". Engadget. Hentet 2009-08-26.
51. ↑  "PS3 SACD FAQ". ps3sacd.com. Hentet 2008-02-20.
52. 1 2 3 4 5  "About PlayStation3 - Technical Specifications". PlayStation.com. Hentet 2008-02-25. {{cite web}}: soft hyphen character i |title= på position 18 (hjælp)
53. ↑  "Sony Scraps Sale of Priciest PlayStation 3s in Japan". 2008-01-10. Hentet 2008-01-10.
54. 1 2  "New PLAYSTATION®3 Model to Take Holiday Season by Storm". Sony Computer Entertainment. 5. oktober 2007. Arkiveret fra originalen 5. november 2015. Hentet 2007-10-05.
55. ↑  Tanaka, John (2008-02-04). "New PS3 colour in Japan". IGN. Arkiveret fra originalen 17. maj 2012. Hentet 2008-02-05.
56. ↑  Konami – Metal Gear Solid 4 Limited Edition PLAYSTATION®3 Bundle Arkiveret 3. november 2008 hos  Wayback Machine (Webside ikke længere tilgængelig)
57. 1 2  Randolph Ramsay and Luke Anderson (2008-07-16). "E3 08: 80GB PS3 coming to Europe, Australia on August 27". GameSpot. Arkiveret fra originalen 2. januar 2013. Hentet 2008-07-17.
58. 1 2  Tretton, Jack (speaker). E3 2008: Sony Press Conference (Part 3). Sony Computer Entertainment America (via IGN).  Begivenheden finder sted 17:38. Arkiveret fra originalen 19. juli 2008. Hentet 2008-07-16. {{cite AV media}}: Mere end en |accessdate= og |access-date= angivet (hjælp); Ukendt parameter |date2= ignoreret (hjælp)
59. 1 2  "company press release". SCEE. 2008-08-20. Arkiveret fra originalen 14. marts 2010. Hentet 2008-08-20.
60. 1 2  "Live from Leipzig: North American Hardware Announcements". SCEA. 2008-08-20. Hentet 2008-08-20.
61. 1 2 3  "TGS 09: Motion Controller Details, Other New Info". PlayStation Blog Europe. 24. september 2009. Hentet 2. oktober 2009.
62. ↑  Svetlik, Joe (september 15, 2011). "PS3 Slim coming in red and blue, joins white". CNET UK. Hentet november 13, 2011.
63. 1 2 3 4 5 6  "Sony shocks world and announces PS3 super duper Slim". Eurogamer. 2012-09-19. Hentet 2012-09-20.
64. ↑  "The PlayStation 3 is still in production in Japan, but not for long". Destructoid. maj 30, 2017. Hentet august 3, 2022.
65. 1 2  "New PlayStation 3 console slims down for the holidays". PC World. 2012-09-19. Hentet 2012-09-20.
66. 1 2  "NEW SMALLER AND LIGHTER PLAYSTATION®3 TO HIT THE WORLDWIDE MARKET" (PDF). Sony. 2012-09-19. Hentet 2012-09-20.
67. ↑  Sony Computer Entertainment (2006-09-22). "PLAYSTATION®3 HDD 20 GB EQUIPPED WITH HDMI AS STANDARD" (PDF). Pressemeddelelse.  Hentet 15. april 2009. Arkiveret fra originalen den 25. august 2011.
68. ↑  Boyes, Emma (5. oktober 2007). "UK PS3 drops price, 40GB finally official". GameSpot. CNET. Hentet 2007-10-06.
69. ↑  Plunkett, Luke. "Customer Service: Sony Could Run BC on 40GB PS3s. They Just Don't Want To". Arkiveret fra originalen 16. december 2012. Hentet 2007-10-09.
70. ↑  "PlayStation 3 40GB model official specifications". SCEI. Arkiveret fra originalen 23. januar 2008. Hentet 2008-01-15.
71. ↑  "PlayStation 3 Safety & Support manual" (PDF). SCEI. Arkiveret fra originalen (PDF) 16. februar 2008. Hentet 2008-01-15.
72. ↑  "South Korean PS3". gamesindustry.biz. 2007-05-21. Arkiveret fra originalen 9. februar 2008. Hentet 2008-01-14.
73. 1 2 3 4  "PS3 FAQs". Sony. Hentet 2008-01-14.
74. ↑  Graft, Kris. "PS2 Software Emulation Unlikely for 40GB PS3". Nex Gen.
75. ↑  Ellie Gibson (2006-05-16). "20 GB PlayStation 3 will be upgradeable, says Sony". gamesindustry.biz. Arkiveret fra originalen 2. marts 2008. Hentet 2006-05-16.
76. ↑  Conrad Quilty Harper (2007-10-30). "40GB PS3 features 65nm chips, lower power consumption (30% less)". Engadget. Hentet 2007-10-31.
77. ↑  Anoop Gantayat (2007-11-08). "New PS3 Uses 65nm Process". ign. Arkiveret fra originalen 9. november 2007. Hentet 2007-11-10.
78. ↑  Jon Stokes (2008-02-07). "IBM shrinks Cell to 45nm". Ars Technica. Hentet 2009-01-07.
79. ↑  Neil Davidson (2008-08-26). "Nintendo Wii surpasses mark of one million consoles sold in Canada". The Canadian Press. Yahoo!. {{cite news}}: |access-date= kræver at |url= også er angivet (hjælp)
80. ↑  Tom Bramwell (2009-08-18). "SCEE PS3 sales more than 10 million". Eurogamer. Hentet 2009-08-18.
81. ↑  "How Many PS3s Have Been Sold In Japan?". Famitsu. Kotaku. 2010-04-13. Hentet 2009-01-05.
82. ↑  Richard Mitchell (2010-01-25). "UK PS3 sales surpass 3 million". Joystiq. Hentet 2010-02-04.
83. ↑  Ben Reeves (2010-04-13). "Yakuza 4 One Of Japan's Best Selling PS3 Games". Game Informer. Arkiveret fra originalen 25. august 2019. Hentet 2010-04-14.
84. ↑  "PlayStation®3 Worldwide Hardware Unit Sales". SCEI. Arkiveret fra originalen 15. februar 2013. Hentet 2010-05-13.
85. 1 2  Goldstein, Hilary (2006-11-16). "Sony Losing Almost $250 per Console". IGN PlayStation 3. Arkiveret fra originalen 5. februar 2012. Hentet 2006-11-17.
86. ↑  Brendan Sinclair (2006-05-09). "E3 06: PS3 launches 11/17--$499 for 20 GB, $599 for 60 GB". Gamespot. Arkiveret fra originalen 18. januar 2012. Hentet 2007-07-06.
87. ↑  "PS3 launch hits Sony profits". GamesIndustry.biz. 16. maj 2007. Arkiveret fra originalen 16. februar 2008. Hentet 2007-08-31.
88. ↑  "Playstation boss pays the price of weak sales". Times Online. 2007-04-27. Arkiveret fra originalen 12. juni 2011. Hentet 2007-04-27.
89. 1 2  Christopher Grant (2007-04-26). "Sony's Ken Kutaragi announces plans to retire". Joystiq. Arkiveret fra originalen 12. oktober 2007. Hentet 2007-07-03.
90. ↑  "Sony's Hirai eyes PS3 profit as costs decline". Reuters. 2008-01-07. Arkiveret fra originalen 7. april 2020. Hentet 2008-04-22.
91. ↑  "PS3 profitable by August, say Nikko Citigroup analysts". GamesIndustry.biz. 2008-04-21. Hentet 2008-04-22.
92. ↑  Chris Nuttall (2008-07-20). "Sony sets 150m sales target for PS3". Financial Times. Hentet 2008-08-02.
93. ↑  nofi (2009-01-29). "Sony's Game Division In Profit". TheSixthAxis. Hentet 2009-03-03.
94. 1 2  "Sony cuts PS3 production costs in half". psu.com. 2008-01-11. Hentet 2008-01-22.
95. 1 2  "PlayStation 3 manufacturing costs to go down, way down". ps3fanboy.com. 2007-02-08. Hentet 2007-07-15.
96. ↑  "IBM Shrinks Cell Broadband Engine to 65nm Process". dailytech.com. 2007-03-13. Arkiveret fra originalen 27. september 2007. Hentet 2007-07-15.
97. ↑  "PlayStation 3 Production Costs Drop". gameinformer.com. 2007-05-07. Arkiveret fra originalen 9. maj 2007. Hentet 2007-07-15.
98. ↑  "Sony's Blu-Ray Breakthrough". BusinessWeek. 2008-01-08. Hentet 2008-01-14.
99. ↑  "PS3 production costs halved, says analyst". www.gamesindustry.biz. 2008-01-14. Arkiveret fra originalen 20. februar 2008. Hentet 2008-01-14.
100. ↑  "PS3 70 percent cheaper to make". www.gamersyndrome.com. 2009-08-01. Arkiveret fra originalen 14. januar 2010. Hentet 2009-08-09.
101. ↑  Kat Bailey (2009-08-22). "PlayStation 3 Production Costs Slashed 70 Percent". 1up. Arkiveret fra originalen 1. oktober 2009. Hentet 2009-07-31.
102. ↑  Brian Ashcraft (2009-08-22). "Sony: PS3 Manufacturing Costs Down 70 Percent". Kotaku. Hentet 2009-07-31.
103. ↑  Undtaget de anderledes farvede 40 GB-modeller
104. ↑  "Official PlayStation 3 press photos". SCEE Press Office. 2006-08-23. Arkiveret fra originalen 10. juli 2008. Hentet 2008-01-15.
105. ↑  "Kutaragi "insisted" on Spider-Man font for PS3". computerandvideogames.com. 2007-03-29. Hentet 2008-01-18.
106. 1 2 3 4  "PlayStation 3 Technical Specifications". SCEA. Hentet 2008-01-14.
107. ↑  "PS3 60 GB review". CNET. 2006-11-13. Hentet 2008-01-14.
108. ↑  Rubenstein, Jeff (2007-12-28). "PlayStation Blog — Upgrading the PS3's hard drive". Hentet 2008-01-14.
109. ↑  "Cell Introduction" (PDF). IBM. Arkiveret (PDF) fra originalen 16. februar 2008. Hentet 2008-01-14.
110. ↑  "Sony PlayStation 3 Cell Processor". North Carolina State University. Hentet 2008-01-14.
111. 1 2  Martin Linklater. "Optimizing Cell Code". Game Developer Magazine, April 2007. s. 15-18. To increase fabrication yelds, Sony ships PlayStation 3 Cell processors with only seven working SPEs. And from those seven, one SPE will be used by the operating system for various tasks, This leaves six SPEs for game programmer to use.
112. 1 2  "PS3 Specs". IGN. 2005-05-16. Arkiveret fra originalen 17. juli 2012. Hentet 2008-01-14.
113. ↑  Quick reference manual til 20GB PlayStation 3, side 14 (kan hentes på http://www.us.playstation.com/Support/Manuals/PS3 )
114. ↑  "Building Supercomputer Using Playstation 3". Console Watcher.com. 2006-08-28. Hentet 2006-08-28.
115. ↑  "Terra Soft to Provide Linux for PLAYSTATION 3". Terra Soft. Arkiveret fra originalen 22. september 2007.
116. ↑  "Linux pre-installed on PS3". Terra Soft. Arkiveret fra originalen 11. december 2007.
117. ↑  "Linux clusters". Terra Soft. Arkiveret fra originalen 27. maj 2007. Hentet 2007-06-05.
118. ↑  "RapidMind and Terra Soft partner to unleash PlayStation 3 for Linux". RapidMind. Arkiveret fra originalen 22. august 2007.
119. ↑  "Engineer Creates First Academic Playstation 3 Computing Cluster". PhysOrg.com.
120. ↑  "NC State Engineer Creates First Academic Playstation 3 Computing Cluster". College of Engineering, North Carolina State University.
121. ↑  "Sony PS3 Cluster (IBM Cell BE)". Frank Mueller, Associate Professor, College of Engineering, North Carolina State University.
122. ↑  "Folding@home". Sony Computer Entertainment. Arkiveret fra originalen 18. marts 2007. Hentet 2007-03-18.
123. ↑  "PlayStation 3 Accessories". SCEA. Hentet 2008-01-14.
124. ↑  "PlayTV on PlayStation 3 explained". Sony Computer Entertainment Europe via Kotaku. 22. august 2007. Arkiveret fra originalen 8. december 2012. Hentet 2008-10-14.
125. ↑  "DUALSHOCK3 Wireless Controller With Rumble Feature To Be Introduced FOR PLAYSTATION 3". Sony Computer Entertainment. 2007-09-20. Arkiveret fra originalen 12. oktober 2007. Hentet 2007-09-20.
126. ↑  Staff (2007-09-19). "TGS '07: Spot On — The Dual Shock 3". GameSpot. Hentet 2007-09-20.
127. ↑  "DualShock 3 will launch on November 11 in Japan". Kotaku. 2007-10-08. Arkiveret fra originalen 7. oktober 2010. Hentet 2008-01-14.
128. ↑  "Sony Announces New 80GB PS3 Bundle, DualShock 3, Red PSP". Daily Tech. 2008-02-26. Arkiveret fra originalen 2. juli 2017. Hentet 2008-03-17.
129. ↑  "TGS 07: DualShock 3 announced". IGN. 2007-09-19. Arkiveret fra originalen 17. maj 2012. Hentet 2008-01-18.
130. 1 2  "PlayStation 3 - Things to Know — System Updates". SCEA. Hentet 2008-01-15.
131. ↑  "Install Other OS". PlayStation 3 User's Guide. Sony Computer Entertainment. 2007. Hentet 2007-04-25.
132. ↑  Boyes, Emma (2006-11-27). "Yellow Dog Linux launches for PS3". GameSpot. Hentet 2006-11-30.
133. ↑  "PS3 Firmware (v3.21) Update". PlayStation Blog. 2010. Hentet 2010-03-28.
134. ↑  "PlayStation 3 Multimedia". Sony. Hentet 2008-01-13.
135. 1 2  "About the PlayStation Network". Sony. Hentet 2008-01-13.
136. ↑  "Ericsson delivers complete and secure music billing for VidZone Digital Media". Ericsson. 2007-06-27. Hentet 2008-08-22.
137. ↑  "VidZone Digital Media inks deal with Sony BMG". Brand Republic. 2007-06-06. Arkiveret fra originalen 11. oktober 2008. Hentet 2008-08-22.
138. ↑  "VidZone Digital Media and EMI Music ink major deal". EMI Group. 2008-06-27. Hentet 2008-08-22.
139. ↑  Kietzmann, Ludwig (2008-08-20). "GC 2008: PS3 getting free 'VidZone' music service in Europe". Joystiq. Hentet 2008-08-21.
140. ↑  Graft, Kris (2006-03-15). "PSBB: Kutaragi's 10 PlayStation Points". Next Gen. Hentet 2008-01-15.
141. ↑  "PlayStation 3 announced for 2006". GameSpot. 2005-05-16. Hentet 2007-04-04.
142. ↑  "Official PlayStation Website — PlayStation Network". SCEA. Hentet 2008-01-15.
143. ↑  "Official PlayStation Website — PlayStation Network — Online Gaming". SCEA. Hentet 2008-01-15.
144. ↑  "Frequently Asked Questions (FAQs) - How do I set up my PLAYSTATION Network master account or sub account?". SCEA Regional Online Manual. Sony Computer Entertainment America. s. 1 of 4. Hentet 2007-01-19.{{cite web}}:  CS1-vedligeholdelse: url-status (link)
145. ↑  Shoemaker, Brad (2006-09-21). "Sony TGS 2006 keynote speech". GameSpot. Hentet 2008-01-15.
146. ↑  Huang, Eugene (2007-05-08). "Sony introduces prepaid PlayStation Network cards (in Japan)". GamePro.com. Arkiveret fra originalen 8. maj 2008. Hentet 2007-08-08.
147. ↑  "Sony will sell PlayStation Network Tickets at Japanese corner stores". digitalworldtokyo.com. 2007-05-10. Arkiveret fra originalen 6. december 2008. Hentet 2008-01-15.
148. ↑  "Sony announces PlayStation Network Tickets". Monsters and Critics. 2007-05-08. Arkiveret fra originalen 5. februar 2008. Hentet 2008-01-15.
149. 1 2  "Sony Announces PlayStation Network Tickets". IGN. 2007-05-08. Arkiveret fra originalen 22. november 2007. Hentet 2008-01-15.
150. ↑  "PlayStation Network cards released in Asia". PSU. 2007-09-04. Hentet 2008-01-15.
151. ↑  Lempel, Eric (2007-12-14). "PlayStation Network Cards are coming". PlayStation Blog. Hentet 2008-01-15.
152. 1 2  "PlayStation Home unveiled". Engadget. 2007-03-07. Hentet 2008-01-15.
153. 1 2 3  "GDC 2007 Sony keynote speech". Engadget. 2007-03-08. Hentet 2008-01-15.
154. 1 2 3 4  "PlayStation Home, the free virtual world of PlayStation 3". JoyStiq. 2007-03-07. Hentet 2008-01-15.
155. ↑  "IGN: Europeans Go Home". IGN PlayStation 3. 2007-05-01. Arkiveret fra originalen 12. maj 2007. Hentet 2007-05-02.
156. ↑  "Home delayed until Spring 08". Kotaku. 2007-09-19. Arkiveret fra originalen 9. marts 2009. Hentet 2008-01-15.
157. ↑  "Playstation Home not open till fall of 08". Platform Nation. 2008-04-22. Arkiveret fra originalen 30. april 2008. Hentet 2009-03-11.
158. ↑  Clements, Ryan (2007-09-19). "TGS 2007: Home Launch Delayed". IGN PlayStation 3. Arkiveret fra originalen 27. maj 2009. Hentet 2007-09-28.
159. ↑  SCEE Press Centre. "PlayStation®Home Beta Service Will Become Available To All PlayStation®3 Users On December 11". SCEE. Arkiveret fra originalen 12. december 2008. Hentet 2009-03-11.
160. ↑  Haynes, Jeff (2006-05-08). "E3 2006: Formula One 06 Resurfaces". IGN PlayStation 3. Arkiveret fra originalen 16. februar 2007. Hentet 2007-01-21.
161. ↑  Deleon, Nicholas (2006-12-07). "Downloadable PS1 Games Hit The PSP (Provided You Have a PS3)". Gizmodo. Arkiveret fra originalen 14. april 2009. Hentet 2007-01-21.
162. ↑  Kennedy, Sam (2006-10-20). "Phil Harrison Talks Downloadable PS1 Games on PS3". 1up.com. Arkiveret fra originalen 1. oktober 2009. Hentet 2007-04-03.
163. ↑  Nix, Marc (2006-10-20). "PSP and PS3 Play Together". IGN PSP. Arkiveret fra originalen 5. januar 2007. Hentet 2007-01-21.
164. ↑  "IGN's Official PlayStation 3 FAQ". IGN PlayStation 3. 2007-03-26. s. 3 of 4. Arkiveret fra originalen 17. maj 2012. Hentet 2007-05-02.
165. ↑  "Gamestop Corp. Q3 2006 Earnings Conference Call Summary". Gamestop Corporation via alacrastore.com. 2006-11-21. Arkiveret fra originalen 25. august 2009. Hentet 2009-01-08.
166. ↑  "Saling The World: In Search of Zelda - week of November 24, 2006". Gamasutra. 2006-11-24. Hentet 2009-01-08.
167. ↑  GameSpot Staff (2006-12-21). "Best Games and Worst Games of 2006 at GameSpot — Best PlayStation 3 Game". GameSpot. Arkiveret fra originalen 1. marts 2007. Hentet 2007-04-30.
168. ↑  IGN Staff (2006-12-21). "IGN.com presents The Best of 2006 - PlayStation 3: Game of the Year". IGN.com. Arkiveret fra originalen 18. juni 2013. Hentet 2007-04-30.
169. ↑  Gantayat, Anoop (2006-11-13). "Sony Number Two in Japan". IGN. Arkiveret fra originalen 15. maj 2007. Hentet 2009-01-08.
170. ↑  "Cathedral row over video game". BBC. 2007-06-09. Hentet 2008-01-18.
171. ↑  "Motorstorm completes hat-trick". Eurogamer. 2007-04-05. Arkiveret fra originalen 2. december 2008. Hentet 2008-01-18.
172. ↑  Evolution Studios (2007). "MotorStorm 2 sequel confirmed for PS3, in development at Evolution Studios". http://www.videogamesblogger.com/2007/05/15/motorstorm-2-sequel-confirmed-for-ps3-in-development-at-evolution-studios.htm. Hentet 2007-09-06. {{cite web}}: Ekstern henvisning i |work= (hjælp)
173. ↑  Insomniac Games (2007). "Full Moon Show Podcast". http://www.insomniacgames.com/podcast/podcast.php. Arkiveret fra originalen 27. september 2007. Hentet 2007-11-12. {{cite web}}: Ekstern henvisning i |work= (hjælp)
174. ↑  "Best of E3 2007 Winners". Kotaku. 31. juli 2007. Arkiveret fra originalen 26. maj 2012. Hentet 2007-08-12.
175. ↑  Hatfield, Daemon (2007-07-11). "Haze now Fully PS3 Exclusive, 360 & PC Dropped". Gamespot. Arkiveret fra originalen 2. september 2007. Hentet 2007-08-11.
176. ↑  "E308:No Changes on Final Fantasy Versus XIII Being PS3 Exclusive". Kotaku. 2008-07-14. Hentet 2008-11-29.
177. ↑  Gibson, Ellie (2007-07-11). "E3: Square Enix's John Yamamoto". GamesIndustry.biz. Arkiveret fra originalen 16. februar 2008. Hentet 2007-08-11.
178. ↑  PS3 Greatest Hits Launch Today
179. ↑  PS3 Platinum range in UK from August
180. ↑  "PlayStation 3 the best". Arkiveret fra originalen 14. september 2012. Hentet 20. april 2009.
181. ↑  "PLAYSTATION®3 Worldwide Software Unit Sales". Sony Computer Entertainment Inc. 2007-07-11. Arkiveret fra originalen 9. juni 2012. Hentet 2007-11-14.
182. ↑  "Games Introduces True Stereoscopic 3D For Xbox 360 And PS3". Arkiveret fra originalen 9. marts 2009. Hentet 20. april 2009.
183. ↑  "PS3 getting stereoscopic 3D support next year?". Qj.net. 2008-12-18. Arkiveret fra originalen 18. marts 2009. Hentet 2008-12-30.
184. ↑  "3D-support til alle PS3-spil er ikke sikkert endnu » Nyheder | Railgun". Arkiveret fra originalen 7. september 2009. Hentet 7. september 2009.
185. ↑  "De første 3D-spil kommer til PS3 til juni » Nyheder | Railgun". Arkiveret fra originalen 18. april 2010. Hentet 16. april 2010.
186. ↑  "Sony teases with high-quality PS3 HD". Ars Technica. 2009-01-08.
187. ↑  Riyad Emeran (2007-03-23). "Sony PlayStation 3". Trustedreviews.com. Hentet 2007-07-10.
188. ↑  Danny Allen (2007-03-01). "First review: PlayStation 3". PC Advisor. Arkiveret fra originalen 17. juli 2007. Hentet 2007-07-10.
189. ↑  Toshiba (2008-02-19). "Toshiba Announces Discontinuation of HD DVD Businesses".
190. ↑  Tynan, Dan (2006-12-20). "The Top 21 Tech Screwups of 2006". PC World. Arkiveret fra originalen 25. august 2011. Hentet 2007-02-03.
191. ↑  Reparaz, Mikel (2007-03-21). "The Top 7... PR disasters". GamesRadar. Arkiveret fra originalen 27. september 2007. Hentet 2007-03-21.
192. ↑  Cliff Edwards (2006-11-16). "PS3: Soon to Be a Great System". BusinessWeek. Hentet 2007-07-10.
193. ↑  Carnoy, Dave (marts 2007). "PS3 Reviewed". CNet.co.uk. Arkiveret fra originalen 28. marts 2007. Hentet 2007-04-21.
194. ↑  CNET Staff (2006-11-21). "Top 10 Must-haves". CNET. Arkiveret fra originalen 25. august 2011. Hentet 2007-02-22.
195. ↑  Carnoy, David (2006-11-14). "Sony PlayStation 3 (60 GB) Reviews". CNET. Hentet 2007-02-03.
196. ↑  Chiarella, Chris (december 2006). "Sony PlayStation 3". Home Theater Magazine. Primedia Magazines, Inc. Arkiveret fra originalen 21. april 2007. Hentet 2007-02-22.
197. ↑  Buettner, Shane C. (december 2006). "PlayStation3 Blu-ray Disc Player". Primedia Magazines, Inc. s. 4 of 6. Arkiveret fra originalen 9. oktober 2007. Hentet 2007-02-22.
198. ↑  "Sony PLAYSTATION 3 | EISA — European Imaging and Sound Association". EISA Awards. Arkiveret fra originalen 19. august 2008. Hentet 2008-01-30.
199. ↑  Haywood, Nick (2007-03-23). "Review : Sony PlayStation 3". HEXUS.gaming. s. 6 of 6. Hentet 2007-04-25.
200. ↑  Gibson, Ellie (2007-03-07). "GDC: What's Next for PS3?". GamesIndustry.biz. Arkiveret fra originalen 25. august 2011. Hentet 2007-04-25.
201. ↑  Kuchera, Ben (2008-06-04). "They say it got smart: a 2008 review of the PS3". Ars Technica. Hentet 2008-06-10.